# Marco Aurelio Rivelli
Marco Aurelio Rivelli (Genova, 18 giugno 1935 – Milano, 18 novembre 2010) è stato uno scrittore italiano.

## Biografia
Nato a Genova nel 1935, si è laureato in scienze politiche nel 1981. Ha dedicato parte dei suoi studi alle vicende della Seconda guerra mondiale. Per l'editrice Kaos, ha scritto due libri molto critici nei confronti di due esponenti della Chiesa cattolica (papa Pio XII e il cardinale Alojzije Viktor Stepinac, beatificato da papa Giovanni Paolo II).

## Opere
- (FR)  Le génocide occulté : État indépendant de Croatie, 1941-1945, traduit de l'italien par Gaby Rousseau, Lausanne, L'Age d'Homme, 1998. [Tesi di Dottorato, Università di Milano, 1978, inedita in Italia]
- L'Arcivescovo del genocidio. Monsignor Stepinac, il Vaticano, e la dittatura ustascia in Croazia, 1941-1945, Milano, Kaos, febbraio 1999, ISBN 88-7953-079-8.
- «Dio è con noi!». La Chiesa di Pio XII complice del nazifascismo, Milano, Kaos, 2002, ISBN 88-7953-104-2.

### Recensioni
Recensione di Frediano Sessi al libro: Marco Aurelio Rivelli, "Le Génocide occulté", trad. francese dall'italiano di Gaby Rousseau, Lausanne, L'Age d'Homme, pagg. 288, p.33, Corriere della Sera, 29 dicembre 1998.
Lo storico Matteo Luigi Napolitano recensì negativamente l'opera di Rivelli, criticandone l'errato utilizzo delle fonti utilizzate e per il fatto di non aver analizzato gli interventi dell'Arcivescovo Stepinac in difesa degli ebrei e serbi perseguitati dal regime degli Ustascia. Lo storico Giovanni Miccoli affermò che la pubblicazione di Rivelli su Stepinac era «non priva di forzature, palesi fin dal titolo scandalistico».

## Interviste
Intervista a cura di Lanfranco Palazzolo per Radio radicale a Roma, 8 ottobre 2004: «Gli uomini della Chiesa cattolica non sono estranei alle tecniche del genocidio. È accaduto recentemente in Ruanda e nell'ultima guerra mondiale in Croazia. Il 1º ottobre del 1998 Giovanni Paolo II si reca in Croazia per beatificare Monsignor Alojzije Stephinac [sic!] (1898-1960), primate cattolico in Croazia durante il regime di Ante Pavelic. Il "Centro Simon Wiesenthal" chiese al pontefice di rimandare quella decisione prima di verificare la responsabilità della Chiesa cattolica nel massacro degli ortodossi, degli ebrei e degli zingari in quegli anni».
Intervista a Marco Aurelio Rivelli a cura di Vittorio Bellavite di Noi Siamo Chiesa riguardo a "L'Arcivescovo del genocidio" (Milano '99 Kaos edizioni) che «ha destato grande scalpore per la documentazione sul genocidio effettuato dagli ustascia di Ante Pavelic nei confronti dei serbo-ortodossi negli anni '41-'45 con la complicità del clero cattolico e con l'avallo del Card. Stepinac, allora Primate di Croazia».

## Fonti
- Scheda di presentazione de L'arcivescovo del genocidio, sito Kaos edizioni.
- Intervista a M. A. Rivelli, su we-are-church.org. URL consultato il 7 settembre 2012 (archiviato dall'url originale il 16 aprile 2012).
- In memory of Marco Aurelio Rivelli, historian and author (by Jean Toschi Marazzani Visconti, conference held in Banja Luka, May 2011) (PDF), su cnj.it.